# トパーズ級防護巡洋艦
トパーズ級防護巡洋艦（英語: Topaze-class cruiser）はイギリス海軍の巡洋艦の艦級。艦名がいずれも宝石の名前を冠することからジェム級（Gem-class）とも称される。イギリス海軍では「三等巡洋艦」に類別しており、また海外観測筋からは「防護巡洋艦」として扱われた。イギリス海軍最後の防護巡洋艦である。

## 概要
本級はイギリス海軍が自国の沿岸防護のためにピローラス級防護巡洋艦の後継艦として1902年、1903年計画で8隻の建造が計画されたが、1903年度計画の4隻はキャンセルされ、4隻が1904年から1905年に相次いで就役した。
レシプロとタービンの比較評価も建造目的の一つであった。「アメシスト」は蒸気タービンを搭載しており、これはイギリスの大型艦では初めての試みであった。これにより、最大速力は0.75ノット向上し、航続距離は1,500海里減少している。

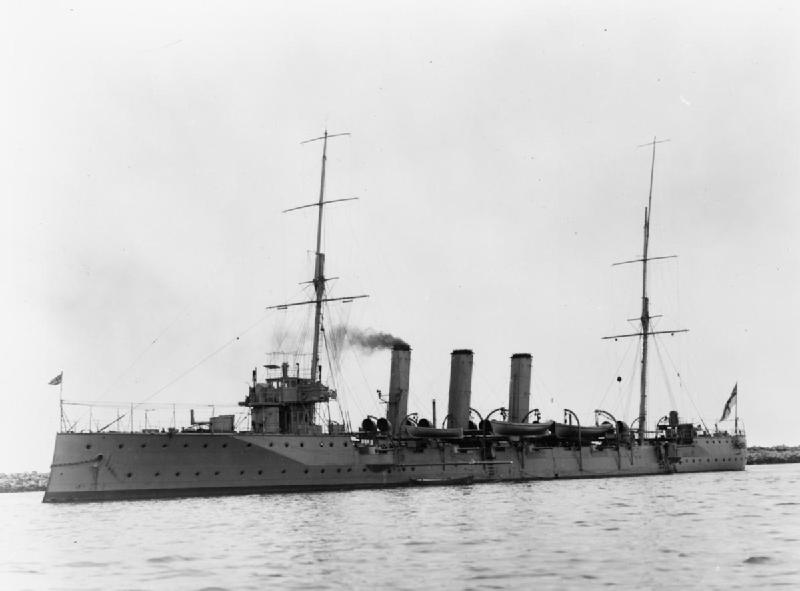
就役時の「ダイアモンド（HMS Diamond）」
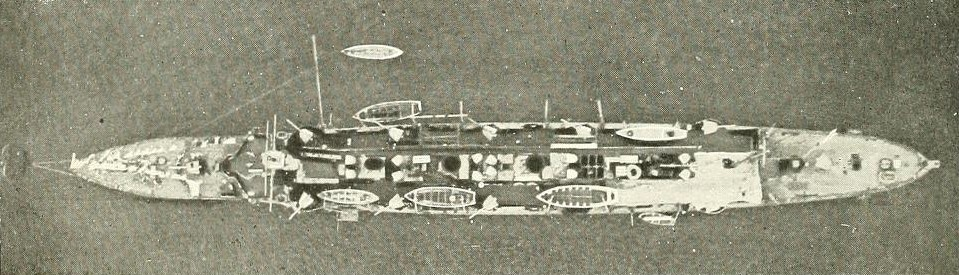
上空から撮られた「ダイアモンド（HMS Diamond）」
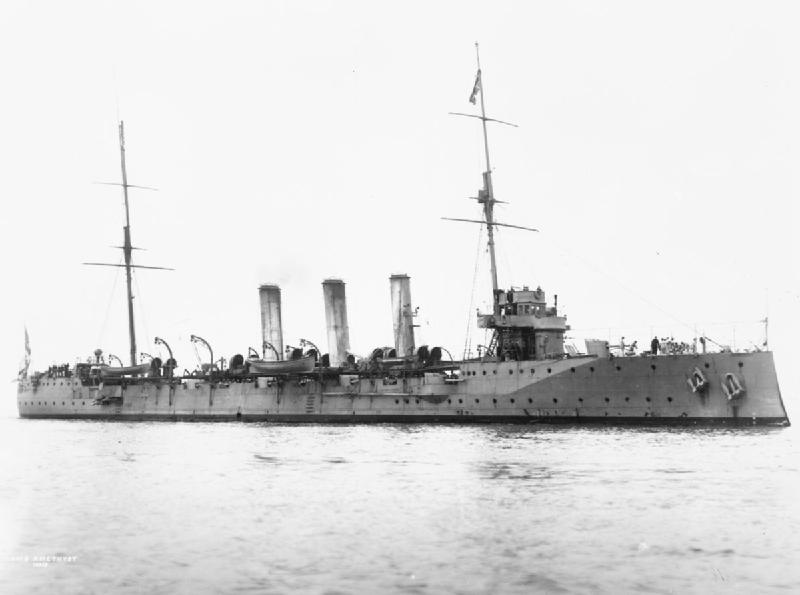
就役時の「アメシスト（HMS Amethyst）」

## 同型艦
- トパーズ
- ダイアモンド
- サファイア
- アメシスト